# Jiaotan (köpinghuvudort i Kina, Jiangxi Sheng, lat 29,55, long 117,21)
Jiaotan är en köpinghuvudort i Kina. Den ligger i provinsen Jiangxi, i den sydöstra delen av landet, omkring 160 kilometer nordost om provinshuvudstaden Nanchang. Antalet invånare är 21 376. Befolkningen består av 10 281 kvinnor och 11 095 män. Barn under 15 år utgör 18,0 %, vuxna 15-64 år 74 %, och äldre över 65 år 7,0 %.
Runt Jiaotan är det ganska tätbefolkat, med 96 invånare per kvadratkilometer. Jiaotan är det största samhället i trakten. I omgivningarna runt Jiaotan växer i huvudsak blandskog.
Genomsnittlig årsnederbörd är 2 597 millimeter. Den regnigaste månaden är juni, med i genomsnitt 468 mm nederbörd, och den torraste är oktober, med 52 mm nederbörd.